# Rödstrupig myzomela
Rödstrupig myzomela (Myzomela sclateri) är en fågel i familjen honungsfåglar inom ordningen tättingar.

## Utseende och läte
Rödstrupig myzomela är en liten honungsfågel. Ovansidan är mörkbrun, undersidan ljusgul. Bröstet är streckat och vingundersidorna vitaktigta. Hanen har svart huvud och tydligt röd strupe, medan honan bara har en svag röd fläck på hakan. Hanen är omisskännlig, honan lik hona sorgsolfågel eller olivryggig solfågel, men skiljer sig bland annat på den svaga streckningen på strupe och bröst. Den liknar även hona röd myzomela, men saknar rött på stjärt och panna. Lätet är ett ljust enkelt "chip".

## Utbredning och systematik
Fågeln förekommer på Karkar och små öar utanför Nya Guinea samt Niu Briten. Den behandlas som monotypisk, det vill säga att den inte delas in i några underarter.

## Status och hot
Arten har ett stort utbredningsområde, men tros minska i antal, dock inte tillräckligt kraftigt för att den ska betraktas som hotad. Internationella naturvårdsunionen IUCN listar arten som livskraftig (LC).

## Namn
Fågelns vetenskapliga artnamn hedrar Philip Lutley Sclater (1829–1913), engelsk ornitolog och samlare av specimen.